# Syntrichia mollis
Syntrichia mollis là một loài Rêu trong họ Pottiaceae. Loài này được (Bruch & Schimp. ex Müll. Hal.) R.H. Zander miêu tả khoa học đầu tiên năm 1993.